# Парк Алессандріна Равіцца (Мілан)
Парк Алессандріна Равіцца знаходиться в південно-східній частині Мілана (зона 5) вздовж зовнішньої кільцевої дороги. Парк прямокутної форми, серед видів дерев — американський клен, айлант, гімалайський кедр, атласький кедр, платан, дуб, софора, липа, чорна тополя, баґоларо, граб, в'яз і гледичія колюча. Є тільки один дитячий майданчик і три зони для собак.

## З історії
У генплані міста за 1889 р. ця ділянка була позначена як майбутній міський парк. Але реалізований він був лише у 1902 році, після знесення кашіни Кампорікко (з іт. «родюче поле»). Остаточний проект був розроблений архітектором Теттаманці.
Парк був пізніше названий на честь Алессандріни Равіцци, феміністки та волонтерки, яка опікувалася дітьми-сиротами, відстоювала право жінки на освіту.
У 40-х роках ХХ ст. парк стає місцем зустрічі студентів, оскільки неподалік був побудований новий корпус Університету Бокконі (1938—1941).